# De laatste vijf minuten
De laatste vijf minuten is een hoorspel naar de komedie in drie bedrijven Gli ultimi cinque minuti (1951) van Aldo De Benedetti, die in 1955 ook als film werd uitgebracht (regie: Giuseppe Amato, hoofdrollen: Vittorio de Sica en Linda Darnell). De KRO zond het uit op woensdag 17 juni 1964. De vertaling was vanWilly Wielek-Berg en S. de Vries jr. regisseerde. Het hoorspel duurde 19 minuten.

## Rolbezetting
- Jan Borkus (Carlo Reani)
- Barbara Hoffman (Renata Adorni)
- Corry van der Linden (Isobel)
- Paul van der Lek (Filippo)
- Paula Majoor (de bruid)
- Donald de Marcas (de bruidegom)
- Maarten Kapteijn (de bediende Francesco)
- Jan Verkoren (Dino Moriani)

## Inhoud
Renata onderverhuurt een appartement in Rome, maar ongelukkigerwijze heeft Carlo ook een wettelijke claim op het appartement. Ze lossen het  dilemma op door te huwen, met de afspraak dat Renata kan blijven hengelen naar elke man die ze maar wil. Renata dartelt een tijdje met Dino, maar haar echtelijke instincten halen uiteindelijk de overhand…